# Östen Edlund
Östen Edlund, född den 26 november 1934 i Ragunda församling, är en svensk friidrottare (diskuskastning). Han vann SM-guld i diskus 1958 och 1960. Han tävlade för först Ragunda IF och sedan Kronobergs IK. 
Deltog i europamästerskapen i Stockholm 1958 och i Olympiska spelen i Rom 1960. Efter 35 års tävlingsuppehåll började han delta i veterantävlingar i samtliga kastgrenar. Har vunnit 12 europamästerskap (varav 7 inomhus) mellan 2011 och 2019 och blivit världsmästare 5 gånger fram till år 2018. Innehar världsrekorden i diskus M80 med 41,13, i kula M85 med 12,60 samt i viktkastning inomhus för M80 resp M85.